# يان فيشر (صحفي)
يان فيشر (بالإنجليزية: Ian Fisher)‏ هو صحفي أمريكي، ولد في 4 أكتوبر 1965.